# Cá mối vạch
Cá mối vạch, tên khoa học Saurida undosquamis, là một loài cá trong họ Synodontidae, chủ yếu được tìm thấy ở Hồng Hải..